# Гутьеррес, Хуан Педро
Хуан Педро «Хуампи» Гутьеррес Ланас (Juan Pedro Gutiérrez; родился 10 октября 1983) ― аргентинско-испанский профессиональный баскетбольный игрок. Играет на позиции центрового и форварда. Выступает за команду Обрас Санитариас.

## Профессиональная карьера
Гутьеррес начал свою профессиональную карьеру в Аргентинской лиге с игры в команде Обрас Санитариас в сезоне 2001-02 года. В 2004 году он выступал в составе клуба испанской АСВ-лиги, «Гранада». Вернулся в Обрас Санитариас в 2010 году, выступая в составе этой команды на протяжении двух сезонов, выиграв два чемпионата. Подписал контракт с испанским клубом «ХБ Канариас» на сезон 2013-14 года.

## Аргентинская сборная
Гутьеррес также является игроком мужской аргентинской национальной баскетбольной команды. Дебютировал в составе этой команды в 2004 году на Южно-американском чемпионате. Выиграл серебряную медаль в чемпионате Америки ФИБА в 2005 и 2007 годах, а также бронзовые медали на летних Олимпийских играх 2008 года и на чемпионате Америки ФИБА в 2009 году.
Также выиграл золотую медаль в 2011 году на чемпионате Америки ФИБА.